# Manifest (album Impaled Nazarene)
Manifest – dziesiąty album studyjny fińskiego zespołu black metalowego Impaled Nazarene.

## Lista utworów
1. "Intro: Greater Wrath" - 01:21
2. "The Antichrist Files" - 01:23
3. "Mushroom Truth" - 03:39
4. "You Don't Rock Hard" - 02:14
5. "Pathogen" - 03:04
6. "Pandemia" - 01:58
7. "The Calling" - 03:56
8. "Funeral for Despicable Pigs" - 03:33
9. "Planet Nazarene" - 03:51
10. "Blueprint for Your Culture's Apocalypse" - 02:49
11. "Goat Justice" - 02:29
12. "Die Insane" - 03:55
13. "Original Pig Rig" - 03:42
14. "Suicide Song" - 03:26
15. "When Violence Commands the Day" - 03:34
16. "Dead Return" - 05:34

## Twórcy
- Mika Luttinen - wokal
- Tomi UG Ullgren - gitara
- Jarno Anttila - gitara
- Mikael Arnkil - gitara basowa
- Reima Kellokoski - perkusja